# Městské opevnění (Jevíčko)
Městské opevnění Jevíčka tvořily hradební zdi, čtyři brány a městská věž. Dochovaly se z něj fragmenty zdí a věž.

## Historie

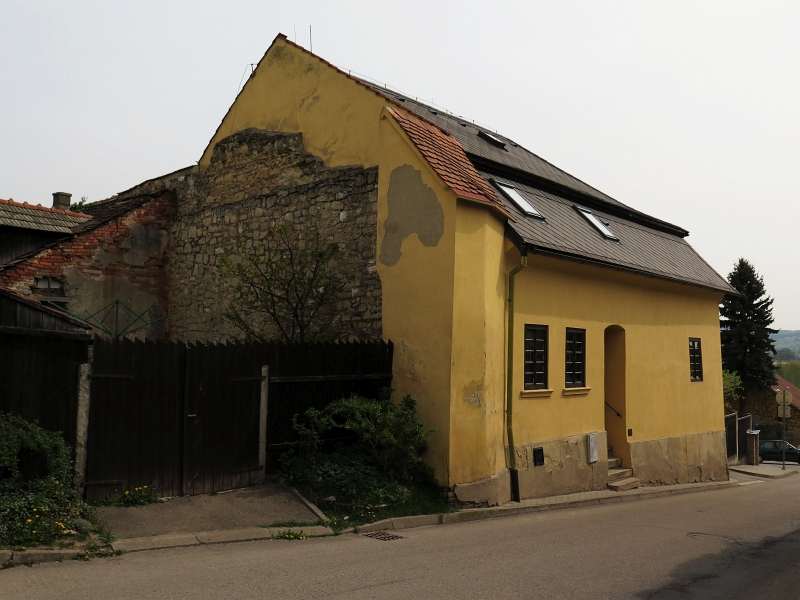
Část hradební zdi v hmotě bývalé koželužny

Hradby v Jevíčku vznikly ve vrcholném středověku, v době gotiky. Budovat se začaly okolo roku 1368. Elipsovitý půdorys města byl obepnut hradební zdí, ve které se nacházely čtyři brány, každá ve směru světových stran. U jednotlivých bran byly přistavěny domky vrátných. Opravy opevnění proběhly v roce 1593, za starostování Beneše Moltoše a Jana Čecha. V 19. století začaly hradby ztrácet na významu a začaly se rozebírat. Sneseny byly postupně i brány. Ta poslední v roce 1907. Dodnes se dochovaly úseky zdiva, některé ve zdech domů, zejména v jihozápadní části města (za augustiniánským klášterem) a v severozápadní části, kde navazují na dochovanou věž. Tato část byla ale do současné výšky 4 metrů dozděna až při nedávné rekonstrukci. Další části se ale dochovaly i ve východní části, kde začínají u koželužny, která k nim byla přistavěna. Mezi kulturní památky bylo městské opevnění zapsáno 3. května 1958.

## Městské brány
Městské brány se nacházely na každé ze světových stran. Ještě do roku 1768 se otevíraly po rozednění a uzavíraly hodinu po západu slunce. Jejich přesná podoba není známa
- Jižní brána (Brněnská) – stála na dnešní Brněnské ulici, zbořena před rokem 1835
- Severní brána (Chornická, též Židovská) – stála na dnešní Třebovské ulici, zbořena roku 1842
- Východní brána (Jaroměřická) – stála na dnešní Olomoucké ulici, zbořena roku 1846
- Západní brána (Horní, též Svitavská) – stála na dnešní Svitavské ulici, zbořena roku 1907

Z Dolní farní ulice pak vedla sklenutá fortna k bývalému panskému Hornímu mlýnu.

## Městská věž

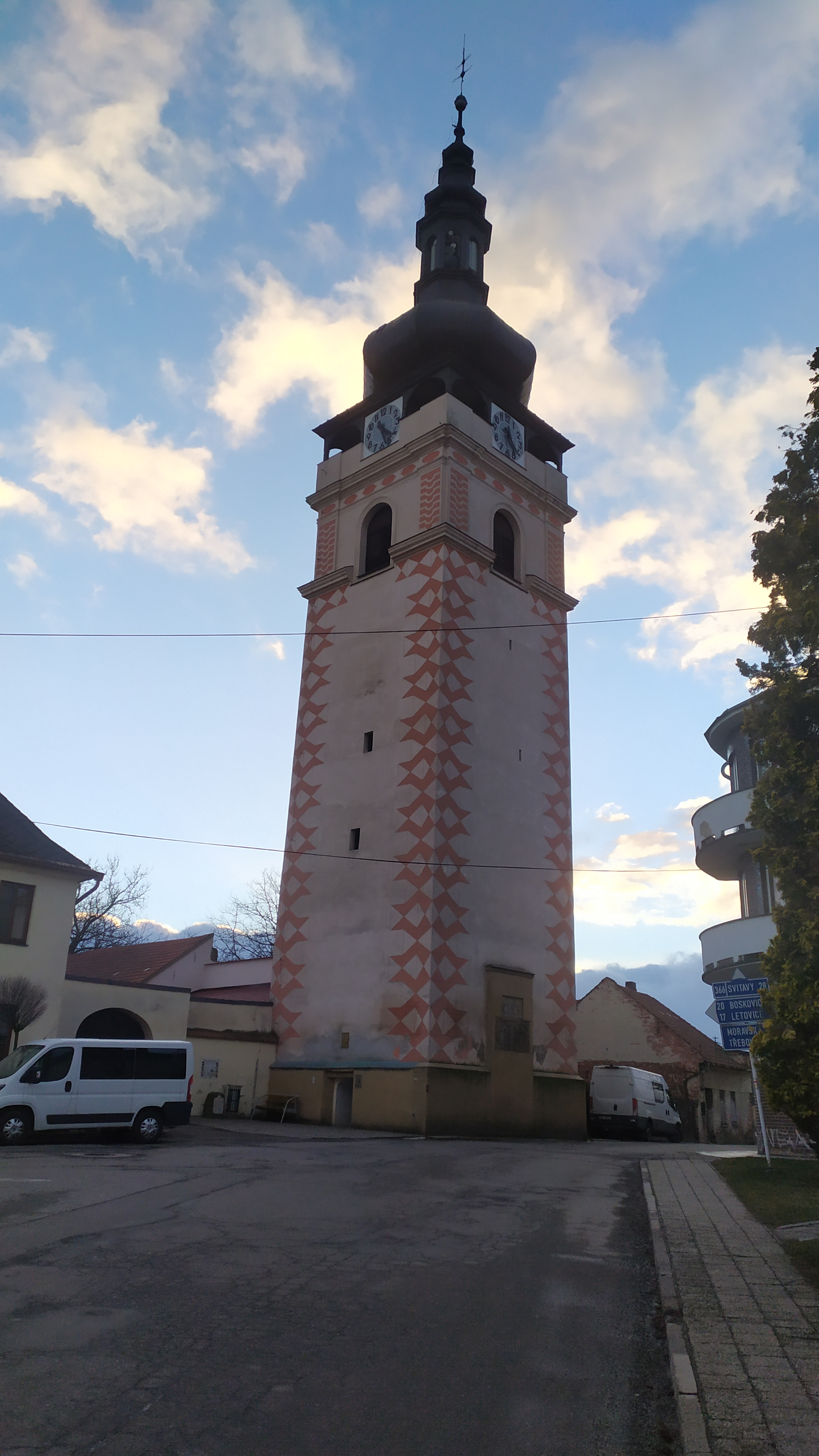
Městská věž

Městská věž přiléhala k Západní bráně. Vystavěna byla spolu s hradbami v gotickém slohu. Tato hranolová stavba na půdorysu čtverce pak byla zvýšena roku 1593, kdy byla přeměněna na zvonici. Do věže se vstupovalo z hradební zdi. Samotné zdivo je v nižších patrech gotické, místy silné více než dva metry, postupně se pak zužuje na 1,7 m. Věž měla pět pater, která byla oddělena stropy plněných hlínou. Tyto původní se nedochovaly. Interiér vyplněn konstrukcí schodiště a trámovými stropy. Zvonicové patro odděluje odděluje profilovaná kordonová římsa. Po všech stranách věže se nacházejí ciferníky, jejichž hodinový stroj je v nejvyšším patře. Ve věži jsou celkem čtyři zvony. Celá stavba je uzavřena plechovou bání s úzkou vížkou. V severním průčelí jsou v místě odbourané hradby alianční znaky Jana Žalkovského ze Žalkovic a Anežky Bítovské ze Slavíkovic a nad nimi menší znaky Jiříka Žalkovského ze Žalkovic a jeho manželky Elišky Bludovské z Kornic. Tyto erby byly přemístěny ze zbořené Západní brány.
Věž je vybavena vzácným cimbálem Jana Beneše z Moravské Třebové. Zvony ve věži sem byly přemístěny z blízké zvonice roku 1709. Tuto zvonici zničil roku 1711 blesk a dnes na jejím místě stojí socha svatého Mikuláše Tolentinského z roku 1715. Z původních zvonů se ale dochoval jen největší z roku 1509 o váze 1680 kg. Ze zbývajících byla ulita děla během světových válek.